# Antoine de Kom
Antoine Adrianus Raymondus de Kom (Den Haag, 13 augustus 1956) is een Nederlands psychiater, schrijver en dichter van Surinaamse afkomst.

## Leven
De Koms grootvader was de bekende Surinaamse nationalist en verzetsheld Anton de Kom. Antoine de Kom woonde van 1966 tot 1971 in Paramaribo. Hij studeerde geneeskunde aan de Universiteit van Amsterdam en werkte als forensisch psychiater aan het Pieter Baan Centrum. Hij debuteerde in 1989 in het tijdschrift De Gids onder het pseudoniem Raymond Sarucco. Daarna publiceerde hij met regelmaat in De Revisor en in Hollands Maandblad. Zijn eerste bundel verscheen in 1991.
Antoine de Kom heeft indruk gemaakt met virtuoos getoonzette en historisch diep peilende gedichten in Tropen (1991), De kilte in Brasilia (1995), Zebrahoeven (2001) en Chocoladetranen (2004). Allerlei vormen van contrastwerking bepalen de stijl van De Koms poëzie: de antithese, de paradox, parallelle constructies die inhoudelijk of formeel elkaars tegengestelde vormen, verschuivingen die andere betekenissen opleveren, de meerduidigheid van woorden, de dubbelzinnigheid.

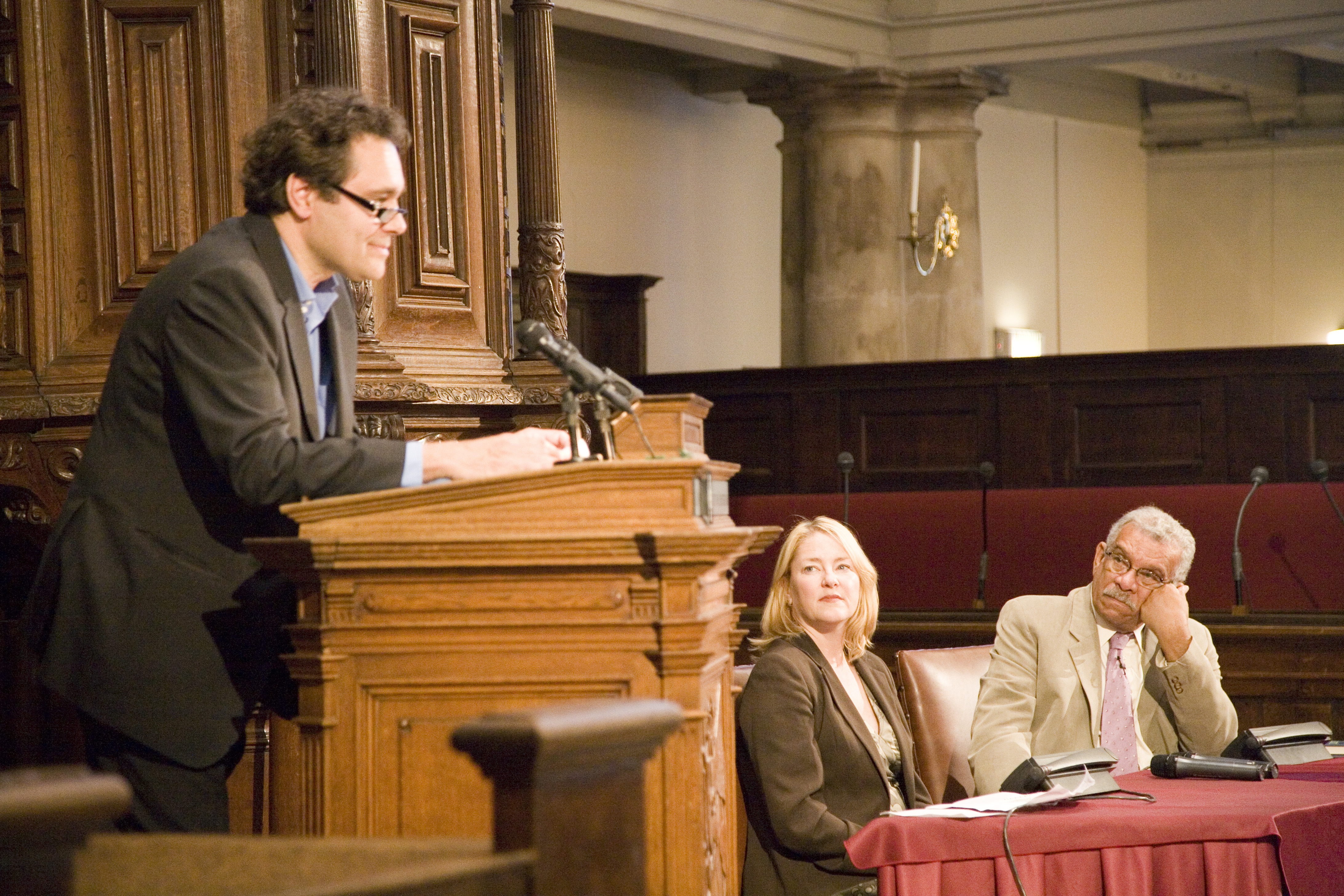
Antoine de Kom spreekt Nobelprijswinnaar Derek Walcott toe, aula van de Universiteit van Amsterdam, 20 mei 2008. Foto: Bert Nienhuis

Op 11 november 2011 hertrouwde hij met Lilian Gonçalves-Ho Kang You. In zijn eerdere huwelijk werd Antoine vader van drie zoons. Vincent de Kom, zijn oudste zoon, is sinds september 2019 voorzitter van GroenLinks Amsterdam.
In 2013 hield Antoine de Kom de derde Cola Debrot-lezing van de Werkgroep Caraïbische Letteren.
Op 29 januari 2014 ontving hij de VSB Poëzieprijs voor zijn bundel Ritmisch zonder string.

## Werken
- 1991 - Tropen
- 1995 - De kilte in Brasilia
- 2001 - Zebrahoeven
- 2004 - Chocoladetranen
- 2008 - De lieve geur van zijn of haar
- 2012 - Het Misdadige Brein : over het kwaad in onszelf
- 2013 - Ritmisch zonder string (drie gedichten hieruit werden opgenomen in De 100 beste gedichten gekozen door Ahmed Aboutaleb voor de VSB Poëzieprijs 2014 (2014)
- 2021 - Demerararamen

## Over Antoine de Kom
- Michiel van Kempen, 'Antoine A.R. de Kom.' In: Kritisch Lexicon van de moderne Nederlandstalige literatuur, afl. 88, februari 2003. 10 pp.
- Michiel van Kempen, Een geschiedenis van de Surinaamse literatuur. Breda: De Geus, 2003, deel II, pp. 1139-1143.